# 15890 Prachatice
15890 Prachatice (1997 GY) là một tiểu hành tinh vành đai chính được phát hiện ngày 3 tháng 4 năm 1997 bởi M. Tichy và Z. Moravec ở Klet.